# Hrvatska straža (dnevni list, Zagreb)
Hrvatska straža je bio hrvatski dnevnik iz Zagreba. 
Izašle su prvi put 2. srpnja 1929., a prestale su izlaziti siječnja 1941. Uređivali su ih Ivo Lendić, Ivan Degrel i Ivo Bogdan.
Nastavak su Narodne politike, lista promjenljive učestalosti, koji je jedno vrijeme bio i dnevnik, a nakon siječnja 1941. ih nasljeđuje Hrvatski glas.